# Sandlapper 200 1964
Sandlapper 200 1964 var ett stockcarlopp ingående i Nascar Grand National Series (nuvarande Nascar Cup Series) som kördes 21 augusti 1964 på den 0,5 mile (804,672 m) långa ovalbanan Columbia Speedway i Cayce, en förort till Columbia i South Carolina. Totalt avverkades 100 miles (160,934 km) fördelat på 200 varv. Banunderlaget var dirt. Loppet vanns av David Pearson i en Dodge på tiden 1:37.15 körande för Owens Racing. Pearsons snitthastighet uppgick till 61,697 mph. Han var vid målgång ensam förare på ledarvarvet, två varv före tvåan Doug Yates. Prispotten uppgick till 4 640 dollar, varav 1 000 dollar gick till segraren.

## Resultat
| Plc     | Nr | Förare          | Team/ bilägare        | Konstruktör | Start | Varv | Ledda varv |
| ------- | -- | --------------- | --------------------- | ----------- | ----- | ---- | ---------- |
| 1       | 6  | David Pearson   | Owens Racing          | Dodge       | 9     | 200  | 10         |
| 2       | 72 | Doug Yates      | Doug Yates            | Plymouth    | 3     | 198  | 0          |
| 3       | 54 | Jimmy Pardue    | Burton-Robinson       | Plymouth    | 5     | 196  | 0          |
| 4       | 11 | Ned Jarrett     | Bondy Long            | Ford        | 1     | 193  | 45         |
| 5       | 60 | Doug Cooper     | Bob Cooper            | Ford        | 11    | 186  | 0          |
| 6       | 49 | Doug Moore      | GC Spencer Racing     | Chevrolet   | 16    | 182  | 0          |
| 7       | 34 | Wendell Scott   | Scott Racing          | Ford        | 10    | 177  | 0          |
| 8       | 61 | Jim Dimeo       | Bob Cooper            | Pontiac     | 21    | 171  | 0          |
| 9       | 20 | Jack Anderson   | Jack Anderson         | Ford        | 13    | 159  | 0          |
| 10      | 1  | Billy Wade      | Bud Moore Engineering | Mercury     | 6     | 149  | 45         |
| 11      | 45 | Bobby Isaac     | Louis Weathersbee     | Plymouth    | 8     | 120  | 0          |
| 12      | 78 | Buddy Arrington | Arrington Racing      | Dodge       | 7     | 117  | 0          |
| 13      | 52 | E.J. Trivette   | Jess Potter           | Chevrolet   | 12    | 114  | 0          |
| 14      | 27 | Junior Johnson  | Matthews Racing       | Ford        | 4     | 100  | 83         |
| 15      | 88 | Neil Castles    | Buck Baker Racing     | Chrysler    | 18    | 57   | 0          |
| 16      | 02 | Curtis Crider   | Curtis Crider         | Mercury     | 24    | 53   | 0          |
| 17      | 43 | Richard Petty   | Petty Enterprises     | Plymouth    | 2     | 17   | 17         |
| 18      | 09 | Roy Tyner       | Roy Tyner             | Chevrolet   | 15    | 11   | 0          |
| 19      | 01 | Chuck Huckabee  | Curtis Crider         | Mercury     | 19    | 8    | 0          |
| 20      | 04 | Don Branson     | i.u.                  | Ford        | 20    | 2    | 0          |
| 21      | 86 | Steve Young     | Buck Baker Racing     | Chrysler    | 17    | 1    | 0          |
| Källor: |    |                 |                       |             |       |      |            |